# Diljit Rana, Baron Rana

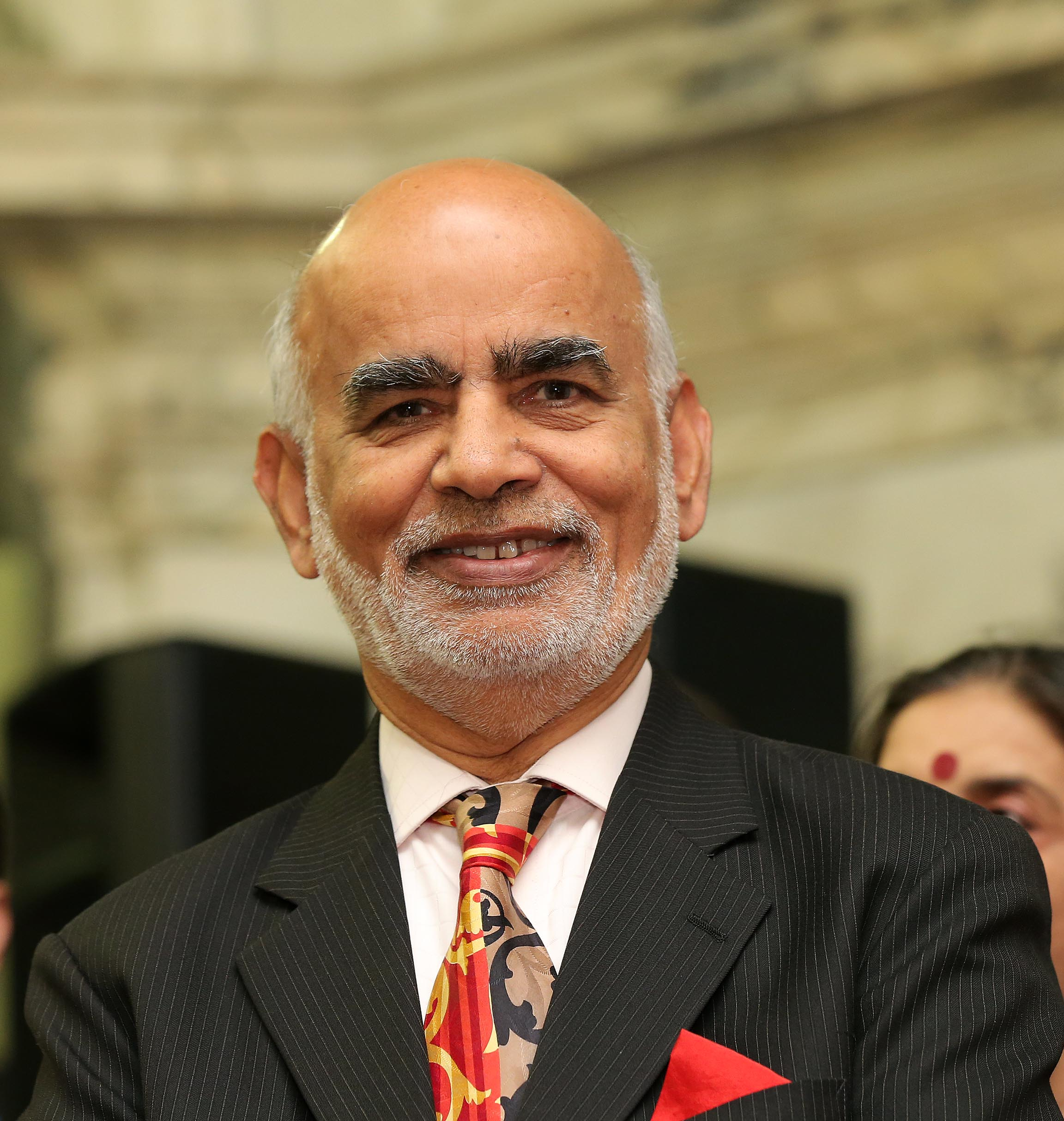
Lord Rana (2013)

Dijit Singh Rana, Baron Rana OBE JP (* 20. September 1938 in Sangol, Punjab, Indien) ist ein aus Indien stammender britischer Unternehmer und Politiker, der seit 2004 als Life Peer Mitglied des House of Lords ist.

## Leben
Nach seiner Einwanderung aus Indien ließ sich Rana zunächst 1963 in England sowie danach 1966 in Nordirland nieder und gründete dort die Andras House Ltd, ein Unternehmen zur Entwicklung von Grundstücken, Häusern und Gaststätten, und ist seither deren Geschäftsführender Direktor. Mitte der 1980er Jahre begann er darüber hinaus sein weiteres gesellschaftliches und wirtschaftliches Engagement, war 1985 Gründer des Indischen Wirtschaftsforums und wurde 1986 auch zum Friedensrichter ernannt. Zwischen 1990 und 1994 war er Verwaltungsratsmitglied des Lagan College sowie von 1991 bis 1992 Präsident der Handelskammer von Belfast.
Rana, der 1996 Member des Order of the British Empire wurde und mit dem Rana Charitable Trust eine eigene Wohlfahrtsorganisation gründete, ist seit 2002 Vorsitzender der Wohltätigkeitsorganisation Thanksgiving Square Belfast und erhielt 1999 einen Ehrendoktor der University of Ulster sowie 2004 einen weiteren der Queen’s University Belfast.
Durch ein Letters Patent vom 16. Juni 2004 wurde Rana als Life Peer mit dem Titel Baron Rana, of Malone in the County of Antrim, in den Adelsstand erhoben. Kurz darauf erfolgte am 30. Juni 2004 seine Einführung (Introduction) als Mitglied des House of Lords. Im Oberhaus gehört er zur Gruppe der sogenannten Crossbencher.
Er ist seit 2004 indischer Honorarkonsul in Nordirland und war zugleich zwischen 2004 und 2005 Präsident der Nordirischen Industrie- und Handelskammer. Nachdem er von 2004 bis 2009 Exekutiv-Vizepräsident war, fungiert er seit 2009 auch als Präsident der Globalen Organisation für Menschen indischer Abstammung GOPIO (Global Organization for People of Indian Origin) und wurde 2007 mit dem indischen Pravasi-Bharatiya-Samman-Preis für seine Verdienste um die indischen Interessen in der Diaspora gewürdigt. 2021 wurde er zum Officer des Order of the British Empire erhoben.